# Cerâmica de Icoaraci

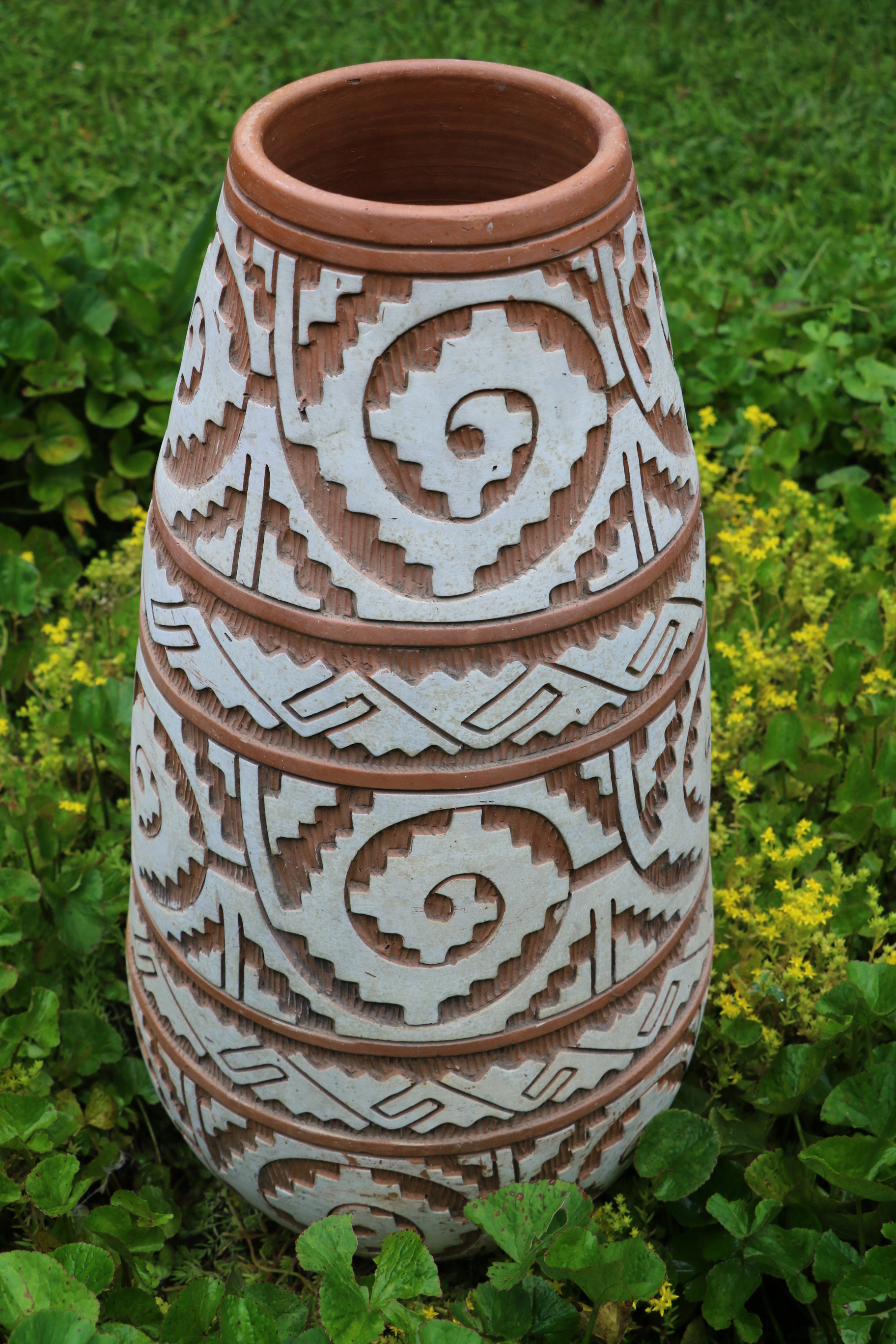
Vaso de cerâmica com decoração marajoara, produzido em Icoaraci, na cidade de Belém do Pará

O artesanato cerâmico de Icoaraci é uma arte ceramísta de forma artesanal baseado na estética da cerâmica marajoara e tapajonica, um símbolo de identidade cultural e uma das principais fontes de renda do Distrito Administrativo de Icoaraci (DAICO, na cidade paraense de Belém); sendo um dos principais polos de artesanato cerâmico da Região Norte do Brasil. Em 2022, este artesanato cerâmico foi declarado patrimônio cultural de Belém.

## História
No bairro do Paracuri localizado em Icoaraci, na cidade Belém-PA, pode ser encontrada uma enorme quantidade de olarias onde trabalham artesãos locais que produzem as famosas cerâmicas marajoaras, a produção é feita de maneira manual e apesar de que as peças não são feitas por comunidades marajoaras, recebem esse nome devido ao grafismo que decora as cerâmicas, estética ceramísta das culturas arqueológicas tapajônica e marajoara. A pratica decoração surgiu no ano de 1960 quando o pintor de placas Antonio Farias também conhecido como mestre farias, teria se inspirado no grafismo de urna funerária indígena, porem a produção de cerâmica no bairro não se origina nesse período, pois devido a grande quantidade de barro que é encontrado na região, a criação de utensílios do cotidiano, como vasos e panelas de barro. O grafismo representa uma forma de manter a memoria e cultura das comunidades indígenas que antecederam grande parte da população do distrito, mantendo assim a sua ancestralidade. As olarias regionais são de grande importância para a economia de diversas famílias locais, na qual a produção desses artigos de utilidades é o que garante a renda das famílias que trabalham com esse artesanato.

### A cultura marajoara
Considera-se que a "cultura marajoara" - na visão de que este é um termo global - subdivida-se em várias fases distintas, refletindo níveis de ocupação e desenvolvimento da sociedade: Ananatuba, Mangueiras, Formiga, Acauã, Alta Marajoara e, Aruã. Nas duas últimas desenvolveu-se a chamada  civilização formal (cacicados amazônicos), desde o rio Tapajós à foz do rio Amazonas.

## Icoaraci
O distrito de Icoaraci é um dos oito distritos da cidade brasileira de Belém (estado do Pará), dividido em nove bairros e, distante cerca de 20 km do centro da capital.

## Principais nomes
Elementos da cerâmica arqueológica marajoara começaram a ser introduzidos no artesanato produzido em Icoaraci a partir da década de 1960, por influência de notícias de jornal e até mesmo de livros sobre arqueologia. Um dos pioneiros nesta produção de peças "marajoaras" foi Mestre Cabeludo, pseudônimo do artesão Antônio Vieira, que embora produzisse estatuetas inspiradas na cultura tapajônica, as decorava com grafismos marajoaras e até mesmo gregos.
Outro importante artesão responsável pela disseminação do artesanato cerâmico dito marajoara, foi Mestre (Raimundo) Cardoso, do qual se diz ter descoberto a inspiração para reproduzir fielmente a cerâmica marajoara, ao ser convidado a conhecer o acervo de cerâmica arqueológica do Museu Paraense Emílio Goeldi. A partir de então, suas réplicas passaram a ser exibidas em exposições pelo Brasil e até mesmo no exterior.

## Modo de produção
Nas olarias o modo de produção é feito a partir da argila que é encontrada nas proximidades da região, com um torno manual os artesões colocam a argila e com o auxilio das mãos molhadas, vão moldando a matéria prima. Que vai tomando forma e recebe a padronagem, que é inspirada em pinturas marajoaras. Então são levadas para uma estufa que lá irá ocorrer o processo de secagem da obra através do calor, para então serem expostas e vendida, sendo também exportadas e entrando significativamente na economia regional, assim sendo um meio de representatividade cultural.

## Importância econômica
O ápice da produção ceramista em Icoaraci ocorreu na década de 1980, com 90% da produção concentrada no bairro de Paracuri. A sua importância continua dentro do século XXI, sendo reconhecida através da lei que instituiu o artesanato cerâmico de Icoaraci como patrimônio cultural de natureza imaterial do município de Belém no ano de 2022.